# Diloba nigrescens
Diloba nigrescens là một loài bướm đêm trong họ Noctuidae.